# Werner Dinkelbach
Werner Dinkelbach (* 5. Februar 1934 in Witten; † 3. Oktober 2011 in Solln) war ein deutscher Wirtschaftswissenschaftler. Von 1972 bis 2002 war er Inhaber der Professur für Betriebswirtschaftslehre, insbesondere Unternehmensforschung (Operations Research) an der Universität des Saarlandes.

## Leben
Dinkelbach promovierte zum Dr. rer. pol. und war von 1968 bis 1972 Professor an der Universität Regensburg. 1972 wechselte er in Nachfolge von Herbert Hax als Professor für Unternehmensforschung an die Universität des Saarlandes und blieb dort bis zu seiner Emeritierung im Jahr 2002. Von 1984 bis 1986 war er Vizepräsident für Forschung. 
Zu seinen Schülern gehören Josef Kloock, Heinz Isermann und Andreas Kleine.

## Monographien
- Zum Problem der Produktionsplanung in Ein- und Mehrproduktunternehmen, Physica, Würzburg 1964.
- Sensitivitätsanalysen und parametrische Programmierung (= Reihe Ökonometrie und Unternehmensforschung), Springer, Berlin 1969, ISBN 978-3-642-88170-1.
- Entscheidungsmodelle, De Gruyter, Berlin 1982, ISBN 978-3-11008931-8.
- Operations Research. Ein Kurzlehr- und Übungsbuch, Berlin und Heidelberg 1992, ISBN 978-3-540-54926-0.
- mit Ulrich Lorscheider: Entscheidungsmodelle und lineare Programmierung. Übungsbuch zur Betriebswirtschaftslehre, 3. Aufl., Oldenbourg, München 1994, ISBN 978-3-48622818-2.
- mit Andreas Kleine: Elemente einer betriebswirtschaftlichen Entscheidungslehre, Springer, Berlin und Heidelberg 1996, ISBN 978-3-540-61569-9.
- mit Otto Rosenberg: Erfolgs- und umweltorientierte Produktionstheorie, 5. Aufl., Springer, Berlin und Heidelberg 2004, ISBN 978-3-540-40857-4.